# Borgo Nuovo (Roma)
Borgo Nuovo, originariamente noto come via Alessandrina, conosciuta anche come via Recta o via Pontificum, era una strada nella città di Roma, in Italia, importante per ragioni storiche e architettoniche. Costruita da papa Alessandro VI Borgia per l'Anno Santo del 1500, la strada divenne uno dei principali centri del Rinascimento a Roma. Borgo Nuovo fu demolita insieme al quartiere circostante nel 1936-40 a causa della costruzione di via della Conciliazione.

## Ubicazione

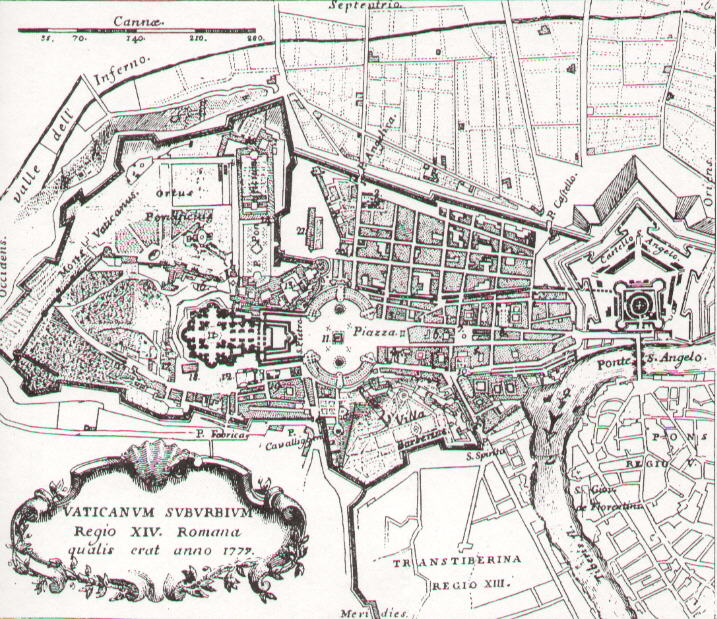
Borgo nel 1779 (Mappa stampata da Monaldini). Borgo Nuovo è la terza strada partendo da sud fra le sette che si irradiano dal Castello

Situata nel rione Borgo, la strada – che aveva un tracciato rettilineo - si estendeva in direzione est ovest, tra Piazza Pia, che costituisce l'ingresso del quartiere vicino alla riva destra del Tevere, e il lato nord di Piazza Rusticucci, la quale è stata sino alla sua distruzione il vestibolo di Piazza San Pietro. A circa due terzi della sua lunghezza, Borgo Nuovo attraversava Piazza Scossacavalli, il centro di Borgo. Insieme alla vicina strada di Borgo Vecchio, di probabile origine romana, Borgo Nuovo delimitava la cosiddetta spina (il nome deriva dalla sua somiglianza con la striscia mediana di un circo romano), composta da diversi isolati allungati in direzione Est - Ovest tra il castello e San Pietro.

## Denominazioni
La strada fu chiamata in principio Via Alexandrina, Via Pontificum o Via Recta, in seguito Borgo Nuovo. La prima denominazione deriva dal Papa che la fece costruire, Alessandro VI (r. 1492-1503); la seconda perché divenne la prima parte della Via Papalis, la strada che il nuovo papa doveva percorrere per raggiungere la Basilica San Giovanni; la terza ("strada diritta") dal suo tracciato, raro a quel tempo a Roma; il quarto nome fu scelto per analogia con la vicina strada di Borgo Vecchio. La denominazione via Alessandrina cadde in disuso dopo il 1570, quando il cardinale Michele Bonelli, detto "Cardinale Alessandrino" dalla sua città d'origine in Piemonte, fece aprire la strada nel rione Monti che da lui prese il nome.

## Storia

### Rinascimento

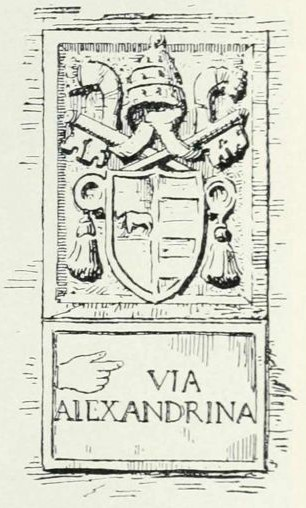
Disegno di una targa originariamente sulla facciata del Palazzo dei Convertendi in Borgo Nuovo, con le armi di Alessandro VI e l'indicazione "Via Alexandrina"; forse la prima targa stradale a Roma

A metà del XV secolo, all'inizio del Rinascimento, il collegamento tra Roma e San Pietro era assicurato da due antiche strade, Borgo Vecchio e Borgo Santo Spirito, che collegavano entrambe il Castello con la piazza antistante l'antica Basilica di San Pietro. Per aumentare la capacità del traffico, Papa Sisto IV (r. 1471-84) fece costruire un'altra strada che portava a San Pietro da Ponte Sant'Angelo in occasione del giubileo del 1475: Borgo Sant'Angelo, nota anche dal suo fondatore come via Sistina. Questo percorso correva appena a sud del Passetto (il passaggio coperto che collega ancora oggi il Vaticano con il Castello); tuttavia, anche essa non fu sufficiente a risolvere il problema del traffico.
Alla fine del XV secolo papa Alessandro VI Borgia, il cui potere era all'epoca conteso da diverse nobili famiglie romane e dal re francese Carlo VIII (il quale nel 1494 aveva occupato la città, mentre il papa rimase asserragliato in Castel Sant'Angelo), decise di ristrutturare la cittadella di Borgo e il castello. In questo contesto, Castel Sant'Angelo assunse definitivamente il ruolo di cerniera tra la città e la cittadella di Borgo, e sorse la necessità di costruire un rettifilo tra il castello e il palazzo apostolico sulla collina vaticana. Durante gli ultimi due Giubilei, che avevano avuto luogo nel 1450 e nel 1475, l'enorme afflusso di pellegrini aveva causato diversi problemi di traffico nel Borgo; per questo, al fine di evitare il ripetersi di questo problema, durante il concistoro pontificio del 16 novembre 1498 il papa assegnò il compito di razionalizzare i percorsi che conducevano a San Pietro, incaricando il cardinale Girolamo Riario di occuparsi della questione consultando degli esperti. Il 20 febbraio 1499 il papa chiese a Riario: 
A nord di Borgo Vecchio una stradina tortuosa correva tra case, giardini e mura antiche; a circa un terzo della sua lunghezza (partendo dal Tevere), il percorso era bloccato da un grande monumento funebre romano, la Meta Romuli, considerata la sepoltura del mitico primo re della città; essa era una piramide simile a quella di Cestio, ancora esistente vicino a Porta Ostiense e considerata dai romani di quel tempo come tomba di Remo. Riario, con la consulenza tecnica di diversi architetti (tra i quali Antonio da Sangallo il Vecchio e Giuliano da Sangallo) decise di rettificare questa tracciato; una nuova strada, la Via Alexandrina o Recta, venne così aperta dopo un intenso lavoro di sei mesi, demolendo per questo diversi edifici. Giovanni Burcardo (Johannes Burckardt da Strasburgo, Cerimoniere del Papa), registra in questo modo nel suo Liber Notarum (il suo diario) il 24 dicembre 1499 l'apertura della nuova strada:
Quel giorno il papa ordinò di sbarrare la Carriera Sancta (il futuro Borgo Vecchio), in modo da costringere il traffico a incanalarsi lungo il percorso appena inaugurato. La nuova strada collegava la porta del castello con quella del palazzo apostolico; a differenza del vicino Borgo Vecchio, essa non era un percorso processionale, ma un collegamento diretto tra Castrum e Palatium, parallelo al Passetto, il passaggio coperto che permetteva al Papa di rifugiarsi nel castello in caso di pericolo e che sarebbe stato usato pochi anni dopo da Clemente VII (r. 1523-34) in fuga di fronte ai Lanzichenecchi del Frundsberg.
Il progetto della strada fu completato con l’apertura in Vaticano di una nuova porta, la "Porta Santa" che avrebbe sostituito la "Porta Aurea" di San Giovanni in Laterano; questa porta consentiva ai pellegrini che percorrevano Borgo Nuovo di incontrare subito l'Altare della Veronica, la reliquia più venerata della cristianità. In questo modo, la via Alessandrina venne a essere il primo rettilineo dotato di fondale a Roma, un modello che avrebbe trovato applicazione sotto Giulio II (r. 1503-13) con via Giulia e poco meno di un secolo dopo soprattutto con Sisto V (r. 1585-90).
Il completamento della via Alessandrina richiese la demolizione di numerosi edifici antichi: tra questi, la Meta Romuli, componente essenziale nelle tradizioni che riguardavano l'ubicazione della tomba di San Pietro. La nuova strada divenne il primo tratto della Via Papalis, la strada che ciascun papa percorreva a dorso di mulo durante la "Cavalcata del possesso", che egli effettuava tra San Pietro e San Giovanni immediatamente dopo la sua elezione per prendere possesso della sua cattedra di vescovo di Roma. La strada venne anche usata per eventi popolari come corse di cavalli, bufali, asini o uomini, tutti divertimenti preferiti del papa Borgia; per questo motivo, Borgo Nuovo non venne selciato sino a prima del 1509, sotto il pontificato di Giulio II (r. 1503-13).
Per raccogliere fondi per la costruzione, i proprietari di immobili già esistenti dovettero accollarsi una parte delle spese per la costruzione della strada come contributo di miglioria, mentre il resto venne pagato dai magistri viarum (i magistrati incaricati della manutenzione stradale). D’altra parte, al fine di sviluppare i dintorni della strada, i privati disposti a erigere edifici alti almeno 5 canne (pari a 11 m) lungo la nuova strada ricevettero privilegi speciali, come esenzioni fiscali. Cardinali, famiglie nobili e ricchi borghesi sfruttarono questa opportunità, costruendo palazzi e case, progettati nel nuovo stile classicista di Antonio da Sangallo il Vecchio e Donato Bramante, due fra gli architetti coinvolti nella progettazione della strada. Durante il Rinascimento divenne di moda decorare la facciata delle nuove case del quartiere con dipinti (ad affresco e a sgraffito). A oggi l'unica casa decorata nel quartiere sopravvissuta è quella lungo il Vicolo del Campanile, ex vicolo laterale di Borgo Nuovo.
I lavori alla strada proseguirono sotto la direzione del Antonio da Sangallo il Vecchio anche con Leone X (r. 1513-1521), il quale li finanziò con l'ingente somma di 1444 ducati.

### Periodo barocco ed età moderna

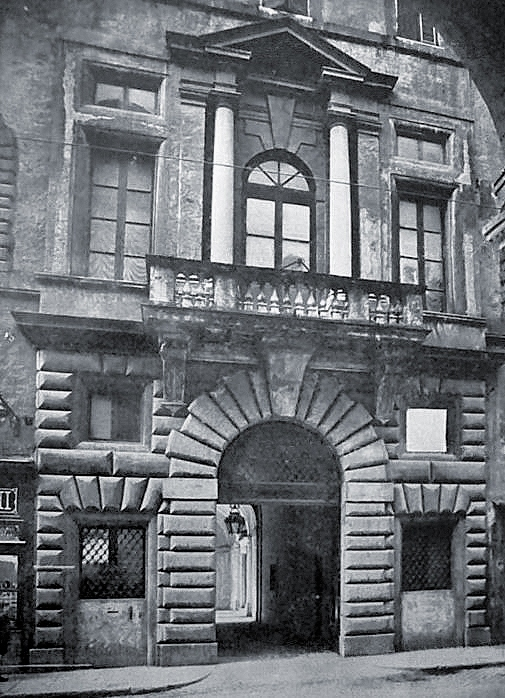
Portale del palazzo dei Convertendi lungo Borgo Nuovo, 1930 ca.

Durante il regno di Papa Alessandro VII (r. 1655-67), nel contesto della costruzione di Piazza San Pietro Gian Lorenzo Bernini integrò Borgo Nuovo nel progetto della nuova piazza. L'asse ottico dato da Borgo Nuovo venne ribaltato rispetto all'asse della Basilica, definito dall'obelisco del circo di Caligola eretto nel 1595 da Domenico Fontana al centro della facciata dell'antica basilica; questo effetto venne ottenuto ricavando di fronte alla basilica uno spazio simmetrico trapezoidale tramite la costruzione dei due corridori. Il Corridore settentrionale della facciata del Maderno (un percorso coperto che conduce alla Scala Regia) venne considerato dal Bernini come un prolungamento coperto della strada, e inquadra il portone di bronzo da una grande distanza: anche il braccio destro del colonnato si ferma proprio prima dell'asse della strada per non interrompere la linea di vista tra la strada e il corridore. In questo modo, l'asse principale di Borgo si trasformò nell'asse secondario di piazza san Pietro; esso venne duplicato per ragioni di simmetria costruendo il corridore meridionale. Intorno al 1660, dopo la costruzione del colonnato del Bernini, il primo isolato della spina tra Borgo Vecchio e Borgo Nuovo, chiamato "isola del Priorato" a causa dell'edificio che ospitava il Priorato dei Cavalieri di Rodi, fu abbattuto dal Bernini per creare uno spazio, la Piazza Rusticucci, che consentisse la visione completa della cupola di San Pietro, nascosta dalla navata del Maderno. In questo modo Borgo Nuovo fu privata della sua estremità occidentale.
All'inizio del XIX secolo, quando Roma faceva parte del Primo Impero francese, il prefetto della città, Camille de Tournon-Simiane, incluse nel suo programma di rinnovamento edilizio la demolizione della spina e quindi di Borgo nuovo. Comunque, alla caduta di Napoleone erano state demolite solo le prime tre case all'estremità orientale della strada; dopo il ritorno del Papa fu ripristinata la situazione originale. Nel 1850 fu eretto un nuovo edificio, palazzo Sauve; esso sostituì una casa che era stata demolita durante la repubblica romana del 1849. Addossata alla facciata est del palazzo fu eretta da papa Pio IX (r. 1846-78) una grande fontana, la "Fontana dei Delfini", che segnava l'inizio della "Spina". Il palazzo fu demolito nel 1936 e la fontana venne rimontata nel 1958 nella Città del Vaticano.
Nel 1858 all'inizio dei Borghi Pio IX fece costruire da Luigi Poletti due palazzine gemelle le quali, insieme alla fontana dei delfini, costituivano un ingresso scenografico alla città Leonina.
Durante tutto questo periodo, e fino alla sua demolizione, Borgo Nuovo rimase una strada prestigiosa, turistica e piena di traffico, a differenza della vicina Borgo Vecchio, che era nascosta, popolare e semplice.

### La demolizione
Tra il 1934 e il 1936, quando fu sviluppato il progetto di Via della Conciliazione, gli architetti Marcello Piacentini e Attilio Spaccarelli scelsero di dare alla nuova strada l'allineamento del vicino Borgo Vecchio, e non di Borgo Nuovo. Questa risoluzione, presa per motivi di prospettiva e per evitare la demolizione del Palazzo dei Penitenzieri (il quale si affacciava sul lato meridionale di Piazza Scossacavalli ed era parallelo al lato sud di Borgo Vecchio) causò la distruzione di quasi tutte le case e i palazzi della strada. La "spina", con tutto il lato sud di Borgo Nuovo, fu demolita tra il 29 ottobre 1936 e l'8 ottobre 1937. Nel lato nord della strada, solo la chiesa di Santa Maria in Traspontina, Palazzo Torlonia in Piazza Scossacavalli e Palazzo Latmiral, un edificio del XIX secolo privo di qualità architettoniche che si trovava tra i primi due, furono risparmiati. Per mascherare il diverso allineamento dei 3 edifici sopravvissuti rispetto sia ai nuovi isolati adiacenti che a quelli lungo il lato sud della nuova strada (che erano allineati con Borgo Vecchio), fu messa in opera una doppia fila di obelischi sormontati da lanterne; i romani li soprannominarono argutamente "le supposte", notando che Via della Conciliazione assomigliava ora all'ingresso monumentale di un cimitero.

## Edifici e monumenti notevoli

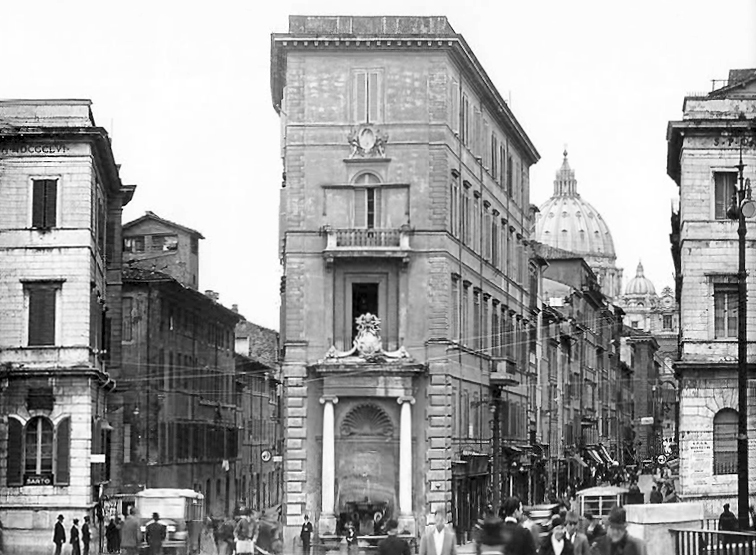
L’entrata orientale di Borgo negli anni trenta del novecento. Borgo nuovo è la strada a destra dell’edificio con la Fontana (Palazzo Sauve)

All'ingresso di Borgo Nuovo, sul lato nord della strada e prospiciente sul lato opposto vicolo del villano, si trovava uno dei due palazzi gemelli costruiti da Luigi Poletti. Essi hanno lo stesso stile tardo neoclassico della Manifattura dei Tabacchi a piazza Mastai in Trastevere, eretta da Antonio Sarti qualche hanno più' tardi.
All'estremità orientale della spina tra Borgo Vecchio e Borgo Nuovo, nel 1850 fu eretto un nuovo edificio, palazzo Sauve; esso sostituì una casa che era stata demolita durante la repubblica romana del 1849. Addossata alla facciata est del palazzo fu eretta da papa Pio IX (r. 1846-78) una grande fontana, la "Fontana dei Delfini", che segnava l'inizio della "Spina". Il palazzo fu demolito nel 1936 e la fontana venne rimontata nel 1958 nella Città del Vaticano.
Provenendo dall'estremità est della strada, sul lato sud, ai n. 29-30, era posta una cappellina eretta da Pio VI (r. 1775-99) nel 1796, chiusa da una cancellata e sormontata dallo stemma del papa e da un'epigrafe. Essa ospitava una Madonna col Figlio Morto disegnata a carbone, originariamente posta su di un muro del vicolo della fontanella (un passaggio coperto fra Borgo Vecchio e Borgo Nuovo). Contro la figura della vergine un ubriaco qualche anno prima aveva lanciato una fetta di melone, i cui semi erano rimasti attaccati ai raggi disegnati sopra la fronte di Maria. La Madonna, detta del "melone" o "del seme" era posta in una cornice dorata retta da angeli in stucco.

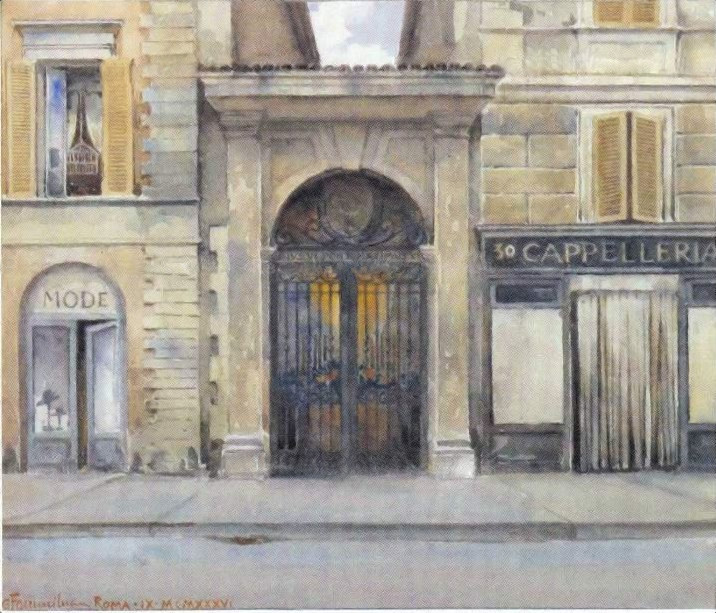
Cappella della madonna del Melone in un acquerello di Giuseppe Fammilume, dipinto nell'Ottobre del 1936

Accanto alla cappella, Pio VI aveva fatto costruire una fontanella, costituita da una mostra sormontata da un'epigrafe e dal suo stemma; l'acqua fuoriusciva da una testa di putto in marmo bianco con le gote gonfie a causa dello sforzo per convogliare il getto in una vasca. La fontana, popolarissima nel rione, fu soprannominata a causa dell'abbondante capigliatura del putto "del ricciotto". Successivamente addossata al convento dei carmelitani sul lato opposto della strada, e creduta a lungo dispersa durante i lavori di demolizione, la fontana è stata ritrovata nei depositi comunali.
Più avanti, sul lato nord, al n. 46, Buto, un medico attivo durante il regno di Paolo III, fece erigere un palazzetto la cui facciata era ornata dai busti di Galeno e Ippocrate e che sui fregi delle tre finestre al piano nobile portava la scritta "DEO, PAULO ET LABORIBUS" ("A Dio, Paolo (III) e (i miei) lavori"). Questo edificio fu demolito dopo il 1938.

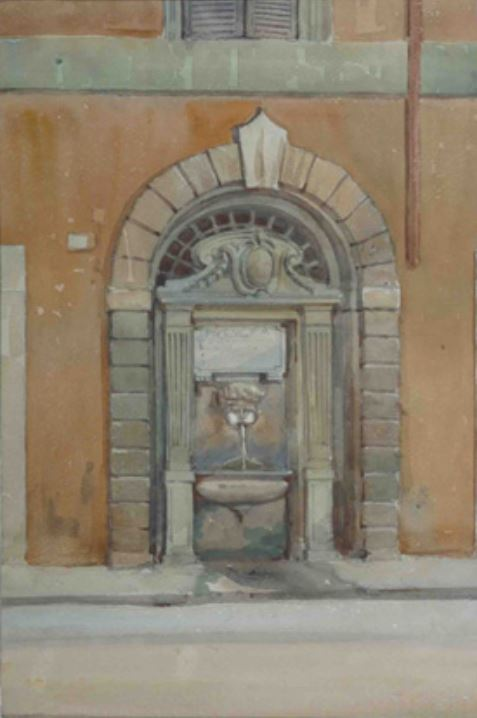
Fontanella del Ricciotto in un acquerello di Giuseppe Fammilume

Una nuova, magnifica chiesa dedicata alla Vergine Maria, Santa Maria in Traspontina ("Santa Maria oltre il ponte"), fu costruita dal 1566 lungo il lato nord di Borgo Nuovo, verso il centro della strada, sotto la direzione di Giovanni Sallustio Peruzzi e Ottavio Mascherino. Questa chiesa sostituì l'antica chiesa omonima, che dovette essere demolita nel 1564, quando Pio IV (r. 1559-1565) rinnovò i bastioni del castello. La chiesa, che divenne una delle parrocchie di Borgo, era gestita da frati Carmelitani, che vivevano in un monastero situato a est del santuario; sul lato destro di Santa Maria fu eretto un Oratorio dedicato alla dottrina cristiana, costruito nel 1714-15. Mentre il monastero fu demolito nel 1939, chiesa e oratorio esistono ancora oggi lungo via della Conciliazione.
Di fronte alla Traspontina, Antonio da Sangallo il giovane fece erigere tra Borgo Vecchio e Borgo Nuovo il Palazzo del Governatore di Borgo, originariamente progettato come dimora del protonotario apostolico Giovanni dal Pozzo; in seguito convertito in prigione, l'edificio decadde. Il palazzo fu demolito nel 1937, ma il suo portale fu riutilizzato in un nuovo edificio eretto da Marcello Piacentini al n. 15 di Via della Conciliazione.
A circa un terzo della sua lunghezza proveniente da est, Borgo Nuovo conduceva alla piccola piazza Scossacavalli, il centro del rione. Agli inizi del XVI secolo, lungo i 3 lati della piazza furono costruiti grandi palazzi, mentre il quarto ospitava la Chiesa di San Giacomo. Sul lato nord, allineato con Borgo Nuovo, Adriano Castellesi, tesoriere di Alessandro VI e più tardi Cardinale di Corneto (oggi Tarquinia), fece erigere (possibilmente da Donato Bramante) un palazzo, che segue le linee del Palazzo della Cancelleria. Questo edificio, che ora appartiene alla famiglia Torlonia, è stato risparmiato dalle demolizioni ed fa ora parte del lato nord di Via della Conciliazione.
Tra il lato ovest di piazza Scossacavalli e il lato sud di Borgo Nuovo, la nobile famiglia viterbese dei Caprini fece erigere dal Bramante la sua residenza romana. Il palazzo fu poi acquistato da Raffaello (proprietario di diverse altre proprietà in Borgo), che lo completò e vi trascorse gli ultimi 3 anni della sua vita, morendo lì nel 1520. Successivamente, l'edificio fu ampliato, diventando il Palazzo dei Convertendi. Lungo Borgo Nuovo il palazzo aveva un portale monumentale sormontato da un balcone, entrambi progettati da Baldassarre Peruzzi; quest’ultimo era considerato il più bello di tutta la città. Il Palazzo dei Convertendi fu demolito nel 1937 e ricostruito nel 1941 a ovest di Palazzo Torlonia con un altro progetto ma riutilizzando elementi originali, incluso il portale con il balcone.

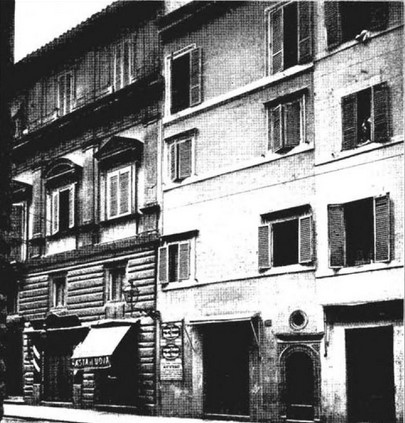
Il Palazzo di Jacopo da Brescia (a sinistra) e la Casa di Febo Brigotti (accanto a destra), 1915 ca.

Alcuni anni prima della costruzione della strada, il cardinale fiorentino Piero Soderini fece costruire nel Borgo sette case in serie con portico in stile rinascimentale toscano; dopo l'erezione della strada, le case vennero ad affacciarsi sul lato nord. Soderini in realtà voleva abbattere le case e far costruire al loro posto un palazzo dal Bramante, ma la sua vita turbolenta (era un nemico implacabile della casa Medici, che in quegli anni per sua sfortuna raggiunse il soglio papale due volte, con Leone X e Clemente VII) non gli permise di realizzare il suo piano. Le case sopravvissero incolumi fino alla fine del XIX secolo, quando furono demolite e sostituite con un condominio con botteghe al piano terra.
Dopo le case dei Soderini, fra due edifici lungo il lato nord di Borgo Nuovo, si trovava un piccolo arco, l '"Arco della Purità", che conduceva a una breve vicolo che ospitava l'omonima chiesetta dedicata alla Vergine Maria. Santa Maria della Purità fu eretta qui all'interno delle rovine di una casa distrutta durante il sacco di Roma del 1527 per ricordare un miracolo accaduto qui nel 1530; pregando un affresco raffigurante la Maria che era sopravvissuto su un muro della casa in rovina, una donna chiese alla vergine di curare la sua mano inferma: dopo la guarigione, sempre più persone vennero qui per chiedere una grazia, e quindi fu eretta una piccola chiesa.
A ovest dell'arco, ai numeri 106-107 della strada, si trovava la casa di Febo Brigotti, medico di papa Paolo III (1534-1549 ca.); questi fece erigere alla fine del XV secolo un elegante palazzetto a due piani; la facciata portava due iscrizioni, una sopra l'epistilio, "PHOEBUS BRIGOCTUS MEDICUS" e l'altra, da un lato, il motto del medico: "OB FIDEM ET CHLIENTELA" ("Per la fede e la clientela").  Questa casa è stata demolita nel 1937, ma il suo prospetto (alterato) è stato ricostruito utilizzando materiali originali non molto lontano, di fronte al Passetto in via dei Corridori, la strada parallela a Via della Conciliazione.
Al confine con la casa del Brigotti, al n. 163, dove il Vicolo dell'Elefante (così chiamato per ricordare l'elefante Annone, qui alloggiato all’inizio del 500), prosecuzione di Borgo Sant'Angelo, incrociava Borgo Nuovo, Raffaello eresse il Palazzo di Giacomo di Bartolomeo da Brescia, medico di Leone X. L'edificio, che aveva una straordinaria qualità architettonica, è stato demolito e ricostruito con un'altra pianta fra via Rusticucci e via dei Corridori, vicino alla casa del Brigotti.

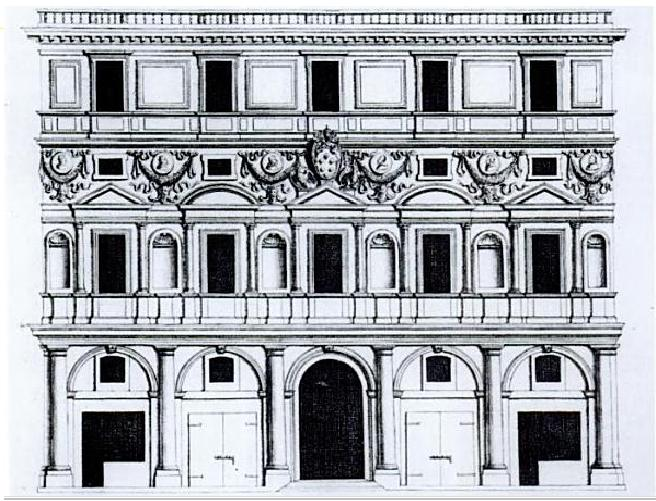
Incisione seicentesca di Palazzo Branconio dell'Aquila lungo Borgo Nuovo

Oltre il palazzo Jacopo da Brescia il lato settentrionale della strada continuava con Palazzo Rusticucci-Accoramboni, un grande palazzo rinascimentale eretto da Domenico Fontana e Carlo Maderno per conto del cardinale Girolamo Rusticucci. Nel 1667, la demolizione citata sopra del primo isolato meridionale della strada in occasione della costruzione di Piazza San Pietro fece sì che il palazzo si affacciasse sulla nuova piazza, che prese il nome dell'edificio.  Il palazzo fu demolito nel 1940 e ricostruito lungo il lato nord di Via della Conciliazione.
Il lato settentrionale di Borgo Nuovo fino alla costruzione del colonnato di piazza San Pietro finiva con un isolato il cui ultimo edificio affacciantesi sulla strada era la chiesa di Santa Caterina delle Cavallerotte (o Cavalierotte: così erano chiamate a Roma le ragazze di ricca e nobile famiglia che volevano farsi monache), fondata nel XIV secolo. Demolita in parte per la costruzione di via Alessandrina, la chiesa venne ricostruita in sette mesi fra il 1508 e il 1509 su progetto di Giuliano da Sangallo, e demolita con tutto l'isolato per la costruzione di piazza San Pietro.
L'estremità occidentale del lato sud della strada (la sopra menzionata isola del priorato) sino alla creazione di Piazza San Pietro era invece occupata in parte da Palazzo Branconio dell'Aquila, un edificio rinascimentale fatto erigere fra il 1518 e il 1520 da Giovanni Battista Branconio dell'Aquila, tesoriere di papa Leone X, mecenate e amico intimo di Raffaello, il quale ne redasse il progetto. Il palazzo, considerato all'epoca della sua costruzione il più bell'edificio di Roma, venne anch'esso demolito nel 1667.

## Lista degli edifici notevoli lungo la strada
- Palazzo Sauve (demolito)
- Santa Maria in Traspontina
- Oratorio della Dottrina Cristiana
- Palazzo Latmiral

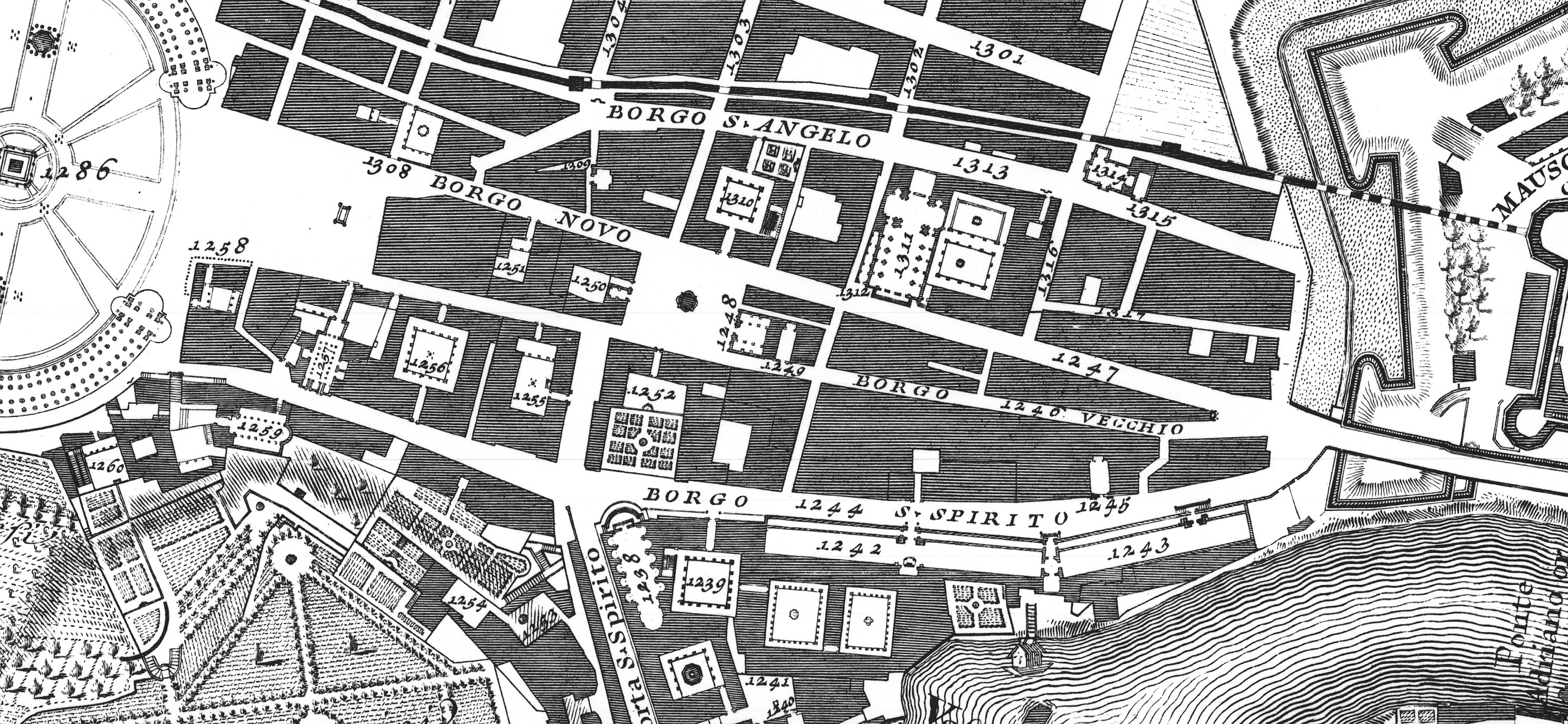
La parte centrale di Borgo con la spina delimitata da Borgo Nuovo e Borgo Vecchio nella pianta di Roma di Giambattista Nolli (1748)

- Palazzo del Governatore di Borgo (demolito, elementi riutilizzati)
- Palazzo dei Convertendi (demolito e ricostruito)
- Arco della Purità (demolito)
- Casa di Febo Brigotti (demolita e ricostruita)
- Palazzo Jacopo da Brescia (demolito e ricostruito)
- Palazzo Branconio dell'Aquila (demolito)
- Santa Caterina delle Cavallerotte (demolita)